# Союз Донских казаков за рубежом
Союз Донских казаков за рубежом (ранее Всевеликое Войско Донское за Рубежом) — эмигрантская воинская организация донских казаков, созданная в 1935 году под эгидой РОВС и провозгласившая себя правопреемницей Донской республики — Всевеликого войска Донского. В 2021 году официально преобразована в «Союз Донских казаков за рубежом».

## Предыстория
6 февраля 1919 года генерал-лейтенант А.П.Богаевский был избран Войсковым атаманом Донской республики - Всевеликого войска Донского, вместо генерала Краснова. В марте 1920 года Богаевский прибыл в Крым и остался при генерале Врангеле до эвакуации в ноябре в Константинополь.  Во время пребывания в Константинополе Богаевский создал Объединенный совет Дона, Кубани и Терека. 
В 1920 году основная масса эмигрировавших казаков Юга России сосредоточилась в Болгарии. София стала «эмигрантской казачьей столицей». Богаевский провёл перепись казаков и организовал Донскую ссудную кассу. 
В начале 1922 года Богаевский вошел в конфликт с Красновым, призывавшим казаков активно взять курс на возрождение монархии в России. Объединенный совет Дона, Кубани и Терека под руководством Богаевского отверг эти требования, заявив, что право устанавливать политический строй в России принадлежит будущему Учредительному Собранию, и что казачество не может участвовать в насильственном установлении республики или монархии в России. В конце октября 1922 года Богаевский переехал в Белград, а в 1923 г. — в Париж, где стал активно сотрудничать с руководством РОВСа.
В 1929 году Богаевский избран всеми донскими эмигрантскими организациями пожизненным представителем интересов донского казачества за рубежом.
В 1934 году, после смерти Богаевского, наказным атаманом Всевеликого Войска Донского за рубежом был избран М.И.Граббе.

## История
В 1935 году по инициативе казачьей группы из Франции был проведен опрос среди донских казаков по всему миру о необходимости сохранения института атаманства и войсковых структур в Зарубежье. Ответ опрошенных был единодушен и заключался в том, что «Всевеликое Войско Донское» - единственно возможное название и форма для организации, которая продолжит объединять всех донских казаков, независимо от их политических убеждений. Было решено сохранять в эмиграции войсковые структуры в соответствии с духом Основных законов 1918 года «вплоть до освобождения донской земли от большевистской власти».
В 1938 году Донским атаманом был выбран П.X.Попов, но выбранный в 1934 году генерал граф Граббе опротестовал избрание Попова и продолжал считать Донским атаманом себя. Фактически наибольшая часть донских казаков в зарубежье считала своим атаманом походного атамана генерала П.X.Попова. В конце 1939 П.X.Попов был арестован германскими властями за отказ участвовать в формировании казачьих частей в составе Германской армии, но вскоре выпущен с запрещением заниматься какой-либо общественной деятельностью. 
В 1941 году атаман Всевеликого Войска Донского за Рубежом Граббе призвал донских казаков сражаться на стороне нацистской Германии с советской властью в СССР:
От имени Всевеликого Войска Донского я, Донской Атаман, единственный носитель Донской власти, заявляю, что Войско Донское, коего я являюсь Главою, продолжает свой двадцатилетний поход, что оружие оно не сложило; мира с Советской властью не заключало; что оно продолжает считать себя с нею в состоянии войны; а цель этой войны — свержение Советской власти и возвращение в чести и достоинстве домой для возобновления и возрождения Родных Краев при помощи дружественной нам Германии.
В 1942 году, после смерти Граббе, по настоянию генерала Краснова должность атамана Всевеликого Войска Донского за Рубежом была передана без выборов генерал-лейтенанту Г.В.Татаркину. Татаркин умер в 1947 году в госпитале в лагере для перемещённых лиц в Мюнхене.
Перед своей смертью в Париже 12 ноября 1947 года атаман Татаркин назначил своим преемником И.А.Полякова, который стал И.Д. Донского атамана.
Из письма И.А.Полякова Уинстону Черчиллю 28 Февраля 1953 года:
Сэр,
Мы умоляем Вас обратить Ваше внимание на трагедию Козаков в Лиенце, которая произошла в Июне 1945, в Британской зоне Австрии.
Там, в городе Лиенце и его окрестностях группа анти-Коммунистических Козаков, насчитывающих примерно 28.000 мужчин, женщин и детей, разбила лагерь избегая наступающую Советскую Армию... На пути в Спиттал (в Австрийской Коринфии) офицеры были окружены британскими танками. По прибытии на место все они были загнаны за колючую проволоку и информированы, что на следующий день они будут переданы Советским властям. Многие покончили жизнь самоубийством. Остальные были доставлены Советам, большинство которых были расстреляны по дороге в Вену. Наиболее отличившиеся были отправлены в Москву, где их пытали, а потом - повесили. Среди последних были Генерал Краснов, атаман Донских Козаков и лидер борьбы против Большевиков в Гражданской войне 1917-1920, и также - знаменитый Генерал Шкуро, командующий Кубанскими Козаками в Гражданской войну. Генерал Шкуро был 78 лет от роду... Генерал Шкуро был гражданином Югославии.
Козачьи офицеры, переданные Советским властям в Спиттале насчитывали 2.205 человек. Все они сложили свои головы, совершив самоубийства или от рук Советов.
После отлучения Козаков от их руководства, майор Девис занялся ликвидацией лагеря Козаков. Во время церковной службы на берегу реки Дравы, британские танки окружили Козаков, гражданских, женщин и детей, и с помощью прикладов винтовок стали загонять людей в вагоны и грузовики. Всех кто пытался сопротивляться «добровольной репатриации» были избиты, и, в бесознательном состоянии закидывались в вагоны. Более ста человек тут же совершили самоубийство. Матери с детьми на руках топились в реке Драва, протекающей в долине, переименованой с того дня в Долину смерти.
Трагедия Козаков превзошла во многом преступление в Катыни... Лиенц превзошел Катынь по количеству жертв (более 20.000 человек), включая беззащитных женщин и детей...
Насколько нам известно, трагедия в Лиенце никогда не упоминалась в англоязычной прессе Англии и США, хотя была достаточно освещена в прессе русской эммиграции...

Генерал-Майор И. Поляков
Действующий Атаман Донских Казаков.
Фактически наибольшая часть донских казаков в зарубежье считала своим атаманом (до кончины в 1960 году) походного атамана генерала П.X.Попова. В 1960 году Донской Войсковой совет провел ограниченные выборы, в результате которых атаманом уже официально стал И.А.Поляков. Умер Поляков в 1969 году в США.
В 1965 году, атаман ВВДЗ И.А.Поляков объявил о том, что исполняющим обязанности атамана ВВДЗ им назначен Фёдоров Николай Васильевич, который ещё в 1959 году учредил «Знак Союза донских казаков в Америке». Однако Фёдоров сначала не пожелал брать на себя полномочия, но генерал Абрамов Фёдор Фёдорович лично убедил его не отказываться. Вскоре состоялись выборы, в которых участвовали все казаки, кроме «самостийников», которые не признавали ни Полякова, ни Фёдорова. Одним из самых значимых атаманских дел Фёдорова стало спасение казачьего кладбища на месте трагических событий 1 июня 1945 года в австрийском Лиенце. Атаман ВВДЗ Фёдоров лично решал вопрос, и не допустил ни уничтожения, ни переноса казачьих могил, он лично договаривался с губернатором Тироля, и кладбище встало под опеку организации «Чёрный Крест».
В 1998 году атаман ВВДЗ Фёдоров совершил визит на свою родину - на Землю Донских казаков, он посетил в РФ города Новочеркасск и Ростов-на-Дону. Однако этот визит проходил под контролем ФСБ и не обошелся без скандалов - о передаче накоплений денег ВВДЗ, которые «пошли на поддержку кадетских корпусов», и о «правопреемстве полномочий от ВВДЗ». Атаман Фёдоров до самой своей смерти в 2003 году решительно выступал против свёртывания дальнейшей работы и идей закрытия белых организаций как «потерявших политическую актуальность», он осуждал ту часть русской эмиграции, которая пошла на сотрудничество с властями РФ.
В 2003 году, после кончины атамана ВВДЗ Фёдорова новым атаманом был избран Я.Л.Михеев, который с февраля 2004 года также стал Почётным Председателем РОВС. В июле 2006 года атаман Михеев подписал совместное обращение лидеров русских зарубежных организаций в Парламентскую ассамблею Совета Европы (ПАСЕ) - «Русские в поддержку идеи международного осуждения коммунизма». 
В 2014 году, с началом Российско-украинской войны, добровольцы РОВС из РФ, во главе с председателем российского отделения РОВС капитаном И.Б.Ивановым приняли участие в начавшейся Российско-украинской войне на стороне ДНР. Атаман Ярополк Михеев выступал и опубликовал в 2015 году статью с критикой деятельности председателя российского отделения РОВС И.Б.Иванова. Ярополк Михеев в своей статье заявил, что в своё время действующий атаман Всевеликого Войска Донского за Рубежом первопоходник Николай Васильевич Фёдоров, совместно с действующим Председателем РОВС поручиком Гранитовым, ошиблись с выбором в качестве нового руководителя РОВС родившегося и воспитанного в СССР председателя российского отделения РОВС И.Б.Иванова, ограничив таковой выбор лишь кандидатурой И. Б. Иванова. В своей статье Ярополк Михеев заявил, в связи с деятельностью Иванова, о неучастии Всевеликого Войска Донского за Рубежом в деятельности российского отделения РОВС, руководимого И.Б.Ивановым, и объявил РОВС де факто закрытым с 2014 года. В ответ, 6 января 2016 г., И. Б. Иванов подписал приказ «об отстранении Михеева от должности Почётного Председателя РОВС в связи с грубым нарушением им воинской дисциплины, выразившимся в неисполнении пунктов «а», «в», «г» статьи 18 Положения о Русском Обще-Воинском Союзе, и допущением использования своего имени и должности в провокаторской деятельности против РОВС». Атаман Михеев умер в 2019 году.
С 2018 года действующий атаман ВВДЗ — А. Н. Келин.
В 2021 году, в качестве правопреемника ВВДЗ, в ЕС официально зарегистрирована общественная организация «Союз Донских казаков за рубежом».

## Атаманы
- Богаевский, Африкан Петрович — 1919—1934
- Граббе Михаил Николаевич — 1934—1942
- Татаркин, Григорий Васильевич — 1942—1947
- Поляков, Иван Алексеевич — 1947—1965
- Фёдоров, Николай Васильевич — 1965—2003
- Михеев, Ярополк Леонидович — 2003—2018
- Келин, Алексей Николаевич — 2018—2021